# لپفورد
لپفورد (به انگلیسی: Lapford) یک روستا و محله مدنی در بریتانیا است که در Mid Devon واقع شده‌است. لپفورد ۸۶۷ نفر جمعیت دارد.